# Kiwaidae
Kiwaidae – rodzina skorupiaków z grupy dziesięcionogów (Decapoda). Występują na dużych głębokościach, w pobliżu kominów hydrotermalnych. Rodzina obejmuje jeden rodzaj – Kiwa. Należą do niego cztery gatunki, z których dwa zostały formalnie opisane: typowy Kiwa hirsuta i Kiwa puravida. Rodzina została nazwana w 2005 roku przez Enrique Macphersona i współpracowników jako monotypowa rodzina dla K. hirsuta. K. puravida opisano w 2011 roku. Trzeci gatunek żyje w pobliżu kominów hydrotermalnych na East Scotia Ridge na Oceanie Południowym, a czwarty – na Southwest Indian Ridge.
Analizy filogenetyczne potwierdzają przynależność Kiwaidae do grupy Chirostyloidea, gdzie ich najbliższymi krewnymi są Chirostylidae. Prawdopodobnie te dwie linie ewolucyjne rozeszły się mniej więcej w połowie okresu kredowego, około 105–110 mln lat temu. Klad obejmujący współczesne Kiwaidae powstał około 30,6 mln lat temu, a do dywergencji pomiędzy liniami pacyficzną i niepacyficzną doszło około 19 mln lat temu. Pristinaspina gelasina z cenomanu-mastrychtu Alaski może być blisko spokrewniona ze współczesnymi Kiwaidae, co sugerowałoby, że rodzina ta wyewoluowała na terenie wschodniego Pacyfiku.